# 이정길 (1944년)
이정길(李正吉, 1944년 10월 1일 ~ )은 대한민국의 배우이다.

## 약력
- 서라벌예술대학교 연극영화학과를 나와 1963년 극단 실험극장에서 연극 《사할린스크의 하늘과 땅》에 출연한 것을 계기로 연극배우로 첫 데뷔함으로써 연기를 시작하였다.
- 1964년 MBC 문화방송 특채 성우로 데뷔하였으며 1965년 서울중앙방송(지금의 KBS 한국방송공사) 공채 탤런트 5기로 입문하였다.
- 김종필(JP) 역할을 많이 한 배우로도 알려져 있다.

## 학력
- 서라벌고등학교 (1963년 졸업)
- 중앙대학교 연극영화학 전문학사
- 대구사이버대학교 사회복지학과 학사

## 출연작

### 드라마

#### MBC
- 1974년 일일연속극 《수선화》 ... 오민수 역
- 1975년 청소년드라마 《제3교실》 ... 상담교사 역
- 1975년 일일연속극 《귀로》
- 1975년 일일연속극 《효자문》
- 1976년 일일연속극 《내일이면》
- 1976년 일일연속사극 《사미인곡》 ... 효종 이호 역
- 1977년 일일연속극 《당신》
- 1977년 일일연속사극 《옥녀》
- 1978년 일일연속사극 《정부인》 ... 김처선의 양자, 승복 역
- 1978년 주말연속극 《청춘의 덫》 ... 강동우 역
- 1978년 일일연속사극 《연지》 ... 이숙전 역
- 1978년 건국 30주년 8.15 특집극 《뜨거운 손》 ... 한지일 역
- 1978년 주말연속극 《바람은 불어도》
- 1979년 일일연속극 《소망》 ... 김정호 역
- 1979년 주말연속극 《엄마, 아빠 좋아》
- 1979년 일일연속극 《당신은 누구시길래》
- 1979년 주말연속극 《봄비》 ... 장형구 역
- 1979년 6.25 특집극 《최후의 증인》
- 1980년 8.15 특집극 《의친왕》 ... 의친왕 역
- 1980년 일일연속사극 《간양록》 ... 강항 역
- 1980년 주말연속극 《종점》 ... 안현상 역
- 1980년 금요연속사극 《홍사초롱》
- 1981년~1984년 주간연속극 《암행어사》 ... 암행어사 역
- 1981년 주말연속극 《안녕하세요》
- 1981년 정치드라마 《제1공화국》 ... 장택상 역
- 1981년 아침연속극 《포옹》
- 1981년 6.25 특집극 《불타는 다리》 ... 최창식 역
- 1981년 일일연속극 《새아씨》
- 1981년 주말연속극 《야상곡》
- 1981년 창사 20주년 특집드라마 《이심의 비련기》
- 1982년 주말연속극 《고백》
- 1982년 주말연속극 《미련》 ... 윤호원 역
- 1982년 수요연속극 《나라야》 ... 서영수 역
- 1982년 여인열전 시리즈 《황진이》 ... 벽계수 역
- 1982년 8.15 특집극 《한》 ... 신채호 역
- 1983년 조선왕조 오백년 《추동궁 마마》 ... 태종 이방원 역
- 1983년 주간연속극 《겨울 해바라기》
- 1984년 주간연속극 《그리워》
- 1984년 6.25 특집극 《유형의 땅》
- 1984년 사이코드라마《당신》 ... 정신과 교수 역
- 1985년 3.1절 특집극 《잃어버린 이름》
- 1985년 조선왕조 오백년 《풍란》 ... 갖바치 역
- 1986년 조선왕조 오백년 《회천문》 ... 이이첨 역
- 1987년 수목드라마 《도시의 얼굴》 ... 염세철 역
- 1987년 미니시리즈 《내일 또 내일》
- 1987년 6.25특집극 《천둥소리》
- 1987년 미니시리즈 《막차로 온 손님들》
- 1987년 미니시리즈 《산하》 ... 장택상 역
- 1987년 미니시리즈 《유혹》 ... 민경환 역
- 1988년 주말연속극 《세 여인》
- 1988년 미니시리즈 《마지막 우상》
- 1988년 미니시리즈 《우리 읍내》 ... 장 경장 역
- 1989년 특집드라마 《추억 만들기》
- 1989년 미니시리즈 《황제를 위하여》 ... 황제 역
- 1989년 주말연속극 《행복한 여자》... 이순철 역
- 1989년 대하드라마 《제2공화국》 ... 김종필 역
- 1990년 주말연속극 《배반의 장미》 ... 김성혁 역
- 1990년 특집드라마 《에미》
- 1991년 미니시리즈 《행복어사전》 ... 우동규 부장 역
- 1991년 특별기획드라마 《여명의 눈동자》 ... 김기문 역
- 1992년 미니시리즈 《분노의 왕국》 ... 이호 역
- 1992년~1994년 일요아침드라마 《한지붕 세가족》
- 1993년 대하드라마 《제3공화국》 ... 김종필 역
- 1993년 아침드라마 《당신 없는 행복이란》 ... 박영근 역
- 1997년 미니시리즈 《내가 사는 이유》 ... 이상규 역
- 2000년 일요아침드라마 《눈으로 말해요》
- 2001년 미니시리즈 《네 자매 이야기》 ... 정제봉 의원 역
- 2003년 창사특집극 《사막의 샘》 ... 승모 부, 영진 역
- 2005년 소설극장 《김약국의 딸들》 ... 김 약국 역
- 2005년 대하드라마 《제5공화국》 ... 김종필 역
- 2005년 수목드라마 《비밀남녀》 ... 김정석 역
- 2005년 창사특집극 《직지》 ... 충숙왕 역
- 2007년 수목드라마 《하얀거탑》 ... 이주완 역
- 2007년 주말연속극 《문희》 ... 문형철 회장 역
- 2008년 주말연속극 《내 인생의 황금기》 ... 할아버지 역
- 2011년 일일시트콤 《하이킥! 짧은 다리의 역습》 ... 이주완 역
- 2012년 아침드라마 《천사의 선택》 ... 왕국현 역
- 2014년 수목드라마 《앙큼한 돌싱녀》 ... 국기봉 역
- 2015년 아침드라마 《이브의 사랑》 ... 구인수 역
- 2015년 주말특별기획드라마 《내 딸, 금사월》 ... 신지상 역
- 2016년 아침드라마 《언제나 봄날》 ... 강덕상 역
- 2017년 일일연속극 《돌아온 복단지》 ... 박태중 역
- 2020년 일일연속극 《찬란한 내 인생》... 고충 역

#### KBS
- 1995년 KBS1 대하드라마 《찬란한 여명》 ... 유홍기 역
- 1996년 KBS2 미니시리즈 《아내가 있는 풍경》 ... 장근호 역
- 1997년 KBS2 일요아침드라마 《행복한 아침》
- 1997년 KBS2 미니시리즈 《열애》
- 1998년 KBS1 대하드라마 《왕과 비》 ... 신숙주 역
- 2000년 KBS2 메디컬 서스펜스 드라마 《RNA》 ... 박경식 역
- 2000년 KBS2 주말연속극 《태양은 가득히》 ... 박사장 역
- 2001년 KBS1 일일연속극 《우리가 남인가요》 ... 한상호 역
- 2001년 KBS2 미니시리즈 《순정》 ... 한세진 부 역
- 2002년 KBS2 아침드라마 《골목 안 사람들》 ... 정덕수 역
- 2002년 KBS2 주말연속극 《내사랑 누굴까》 ... 김희갑 역
- 2002년 KBS2 특별기획드라마 《태양인 이제마》 ... 구자인 역
- 2002년 KBS2 아침드라마 《여고 동창생》 ... 이천식 역
- 2003년 KBS1 설날특집극 《천년의 꿈》 ... 양노인 역
- 2003년 KBS2 주말연속극 《진주 목걸이》 ... 문태훈 역
- 2003년 KBS1 일일연속극 《백만송이 장미》 ... 박태일 역
- 2004년 KBS2 미니시리즈 《4월의 키스》 ... 한태준 역
- 2004년 KBS2 미니시리즈 《오! 필승 봉순영》 ... 봉창수 역
- 2005년 KBS2 수목드라마 《부활》 ... 강인철 역
- 2006년 KBS2 아침드라마 《그 여자의 선택》 ... 안상구 역
- 2007년 KBS2 월화드라마《꽃 찾으러 왔단다》 ... 나정도 역
- 2007년 KBS1 일일연속극 《미우나 고우나》 ... 봉만수 역
- 2008년 KBS2 아침드라마 《난 네게 반했어》 ... 강기조 역
- 2009년 KBS2 월화드라마 《꽃보다 남자》 ... 윤석영 역
- 2009년 KBS2 수목드라마 《파트너》 ... 이진표 역
- 2009년 KBS2 수목드라마《아가씨를 부탁해》 ... 강만호 회장 역
- 2009년 KBS2 수목드라마 《아이리스》 ... 조명호 역
- 2011년 KBS2 아침드라마 《두근두근 달콤》 ... 김만복 역
- 2011년 KBS2 월화드라마 《로맨스 타운》 ... 장치국 역
- 2012년 KBS1 일일연속극 《힘내요 미스터 김》 ... 백재상 역
- 2013년 KBS2 수목드라마 《아이리스 2》 ... 조명호 역
- 2013년 KBS2 월화드라마 《상어》 ... 조상국 역
- 2013년 KBS1 일일연속극 《사랑은 노래를 타고》 ... 공정남 역

#### SBS
- 1994년 주말극장 《사랑의 향기》 ... 진형 역
- 1994년 미니시리즈 《도깨비가 간다》 ... 김일환 역
- 1994년 월화연속극 《여태 뭘 했수》 ... 김충모 역
- 1995년 미니시리즈 《아스팔트 사나이》 ... 세륜자동차 사장 송기준 역
- 1995년 특별기획드라마 《코리아게이트》 ... 김종필 역
- 1996년 주말극장 《부자유친》 ... 이재신 역
- 1996년 주말극장 《행복의 시작》 ... 강 선생 역
- 1996년 대하드라마 《임꺽정》 ... 갖바지 양주팔 역
- 1998년 아침드라마 《겨울 지나고 봄》 ... 강하성 역
- 1998년 특별기획드라마 《삼김시대》 ... 장태완 역
- 1998년 드라마스페셜 《내 마음을 뺏어봐》 ... 한중석 역
- 1998년 미니시리즈 《바람의 노래》 ... 김강재 역
- 1999년 주말극장 《파도》 ... 윤 사장 역
- 2000년 아침드라마 《착한 남자》 ... 김성호 역
- 2000년 드라마스페셜 《줄리엣의 남자》 ... 신우그룹 최회장 역
- 2001년 드라마스페셜 《아름다운 날들》 ... 이성춘 역
- 2002년 주말특별기획 《라이벌》 ... 정재용 역
- 2003년 드라마스페셜 《술의 나라》 ... 송 회장 역
- 2003년 주말극장 《백수탈출》 ... 왕천수 역
- 2003년 일일연속극 《연인》 ... 오종기 역
- 2004년 미니시리즈 《2004 인간시장》 ... 김문산 역
- 2004년 대하드라마 《토지》 ... 공 노인 역
- 2004년 미니시리즈 《러브스토리 인 하버드》 ... 현우 부 역
- 2005년 주말특별기획 《프라하의 연인》 ... 윤정한 역
- 2006년 드라마스페셜 《천국의 나무》 ... 보스 역
- 2006년 월화드라마 《연개소문》 ... 을지문덕 역
- 2008년 금요드라마 《달콤한 나의 도시》 ... 김포 아저씨 역
- 2009년 아침드라마 《망설이지마》 ... 송충희 역
- 2010년 아침드라마 《여자를 몰라》 ... 강 교장 역
- 2010년 월화드라마 《아테나: 전쟁의 여신》 ... 조명호 역
- 2011년 주말특별기획 《여인의 향기》 ... 강철만 역
- 2012년 월화드라마 《추적자 THE CHASER》 ... 조동수 역(특별출연)
- 2013년~2014년 드라마스페셜 《별에서 온 그대》 ... 이범중 역
- 2018년 드라마스페셜 《스위치 - 세상을 바꿔라》 ... 최정필 역
- 2021년 금토드라마 《지금, 헤어지는 중입니다》 ... 윤성철 역

#### 타방송사
- 2012년 JTBC 월화드라마 《신드롬》 ... 오은희의 아버지 역 (특별출연)
- 2012년 JTBC 미니시리즈 《아내의 자격》 ... 한용희 역
- 2014년 TV조선 주말드라마 《최고의 결혼》 ... 박강록 역
- 2016년 tvN 금토드라마 《기억》 ... 신화식 역

### 영화
1975년
- 《안나의 유서》
- 《여고 졸업반》
- 《약속》
- 《흑야》

1976년
- 《석별》
- 《나는 살아야 한다》

1977년
- 《꿈초롱둘이서》
- 《청춘공화국》
- 《선생님 안녕》
- 《소문난 고교생》

1985년
- 《애마부인》

1987년
- 《유정》

2001년
- 《아이 러브 유》

## 연기 외 활동

### CF
- 1977년 아모레퍼시픽 쾌남
- 1977년 신광양산
- 1981년 롯데칠성음료 백화수복
- 1982년 보해양조 보해30
- 1982년 보해양조 보해소주
- 1982년 LG하우시스 모노륨
- 1983년 해태음료 헬스펀치
- 1984년 한국바이엘약품 탈시드
- 1984년 BYC 에어메리
- 1984년 광동제약 편자환
- 1985년 부광약품 레가론
- 1985년 LG하우시스 모노륨
- 1985년 바이엘코리아 탈시드
- 1985년 ~ 1991년 에이스침대
- 1988년 한독 엣센샬 포르테
- 1988년 한독 포그린
- 1988년 한독 마게날에프
- 1989년 한독 브론덱
- 1989년 한국투자신탁
- 1990년 유한양행 맥생
- 1990년 한국전기통신공사
- 1990년 ~ 1991년 JW중외제약 화콜
- 1990년 LG생활건강 럭키스타치약 (fesa 이재은)
- 1991년 ~ 1992년 삼성카드 삼성 위너스 카드
- 1992년 도서출판중앙회 현대경영실무대전집
- 1993년 코오롱제약 덴타돌
- 1993년 공보처 93대전 엑스포 캠페인
- 1994년 과학기술처, 공보처 원자력폐기물 관리시설 캠페인
- 1994년 녹십자 한타박스,데놀
- 1993년 ~ 1994년 태왕E&C
- 1996년 KGC인삼공사 정관장 활삼 28
- 2004년 명인제약 이가탄
- 2007년 건설교통부, 한국수자원공사
- 2008년 유유제약 타나민
- 2008년 대한주택보증
- 2010년 법제처
- 2012년 바디프랜드

### 예능
- 2019년 KBS1 《TV는 사랑을 싣고》 게스트

## 수상
- 1976년 MBC 연기상 - 탤런트 부문 남자 우수 연기상
- 1977년 MBC 연예대상 - 남자 탤런트 상
- 1977년 MBC 최우수 연기자 시상식 - 탤런트 부문 남자 최우수 연기상
- 1978년 MBC 방송연기상 - TV 부문 남자 주연상
- 1979년 한국연극영화예술상 - TV 부문 남자 연기상
- 1982년 한국연극영화예술상- TV 부문 남자 연기상
- 1989년 한국방송대상 - 남자 TV 연기상
- 1994년 국가 홍보 CF 공헌 대통령 표창
- 1996년 SBS 연기대상 - 남자 최우수 연기상
- 2013년 대한민국대중문화상 - 대통령 표창

## 이외 이력
- 1996년 자유민주연합 문화예술행정특임위원